# Pseudopanurgus dakotensis
Pseudopanurgus dakotensis är en biart som först beskrevs av Timberlake 1977.  Pseudopanurgus dakotensis ingår i släktet Pseudopanurgus och familjen grävbin. Inga underarter finns listade i Catalogue of Life.